# Shahrestān-e Dālāhū
Shahrestān-e Dālāhū (persiska: شهرستان دالاهو, دالاهو) är en delprovins (shahrestan) i Iran.   Den ligger i provinsen Kermanshah, i den västra delen av landet, 500 km väster om huvudstaden Teheran.
Delprovinsen hade 35 987 invånare 2016.